# Sphaerodactylus torrei
Sphaerodactylus torrei — вид геконоподібних ящірок родини Sphaerodactylidae. Ендемік Куби. Вид названий на честь кубинського натураліста Карлоса Торре-і-Уерти.

## Підвиди
Виділяють два підвиди:
- Sphaerodactylus torrei spielmani Grant, 1958 — провінція Гуантанамо;
- Sphaerodactylus torrei torrei Barbour, 1914 — провінція Сантьяго-де-Куба.

## Поширення і екологія
Sphaerodactylus torrei мешкають в прибережних районах на південному сході Куби. Вони живуть в сухих тропічних лісах, рідколіссях і чагарникових заростях, серед опалого листя і гнилої деревини, під камінням, трапляються поблизу людських поселень. Відкладають яйця.

## Збереження
МСОП класифікує цей вид як такий, що перебуває під загрозою зникнення. Sphaerodactylus torrei загрожує знищення природного середовища. 